# NGC 693
NGC 693 é uma galáxia espiral (S0-a) localizada na direcção da constelação de Pisces. Possui uma declinação de +06° 08' 41" e uma ascensão recta de 1 horas, 50 minutos e 30,9 segundos.
A galáxia NGC 693 foi descoberta em 25 de Dezembro de 1790 por William Herschel.